# Abschöpfungsauftrag
Abschöpfungsaufträge sind Daueraufträge von einem Kontokorrentkonto, welche nicht wie üblich auf einen bestimmten Betrag erteilt werden, sondern sich in ihrer Höhe laufend ändern können. Der Auftrag wird üblicherweise einmalig vom Kunden an die kontoführende Bank erteilt. Fast alle Kreditinstitute bieten inzwischen einen Abschöpfungsauftrag an. Bei Sparkassen wird diese Dauerauftragsart auch als Plussparauftrag bezeichnet.

## Funktionsweise
Wie bei einem klassischen Dauerauftrag vereinbart der Kunde mit dem Kreditinstitut den Ausführungstag, das Ausführungsintervall, sowie absendende und empfangende Kontonummer. Eine Betragsvereinbarung findet nicht statt. Stattdessen wird vereinbart, dass das Girokonto zu einem bestimmten Termin auf einen bestimmten Kontostand „abgeschöpft“ wird, also beispielsweise alles Geld überwiesen wird, das über einem Betrag von z. B. 300 € liegt.
Als Zusatzvereinbarung können Höchst- bzw. Mindestbeträge angegeben werden.
Die Ausführung eines Abschöpfdauerauftrag ist auch rückwärts möglich, sodass anstatt der Kontenleerung eine Kontofüllung auf einen bestimmten Betrag erreicht wird. Dies wird in der Regel nur von Unternehmens- und Geschäftskunden genutzt.

## Vorteile
- Flexible Reaktion auf den aktuellen Kontostand und die wirtschaftlichen Verhältnisse des Kunden ohne gesonderte Auftragserteilung
- Zinsvorteil bei Abschöpfung auf Sparbuch oder Termingelder
- Erleichterung der Unternehmensbuchhaltung durch automatisierte Leerung oder Befüllung von Eingangs- bzw. Ausgangskonten.

## Nachteil
- Unvorhergesehene Belastungen direkt nach Ausführung des Abschöpfungsauftrages können zur Überziehung führen.